# ニール号遭難事故

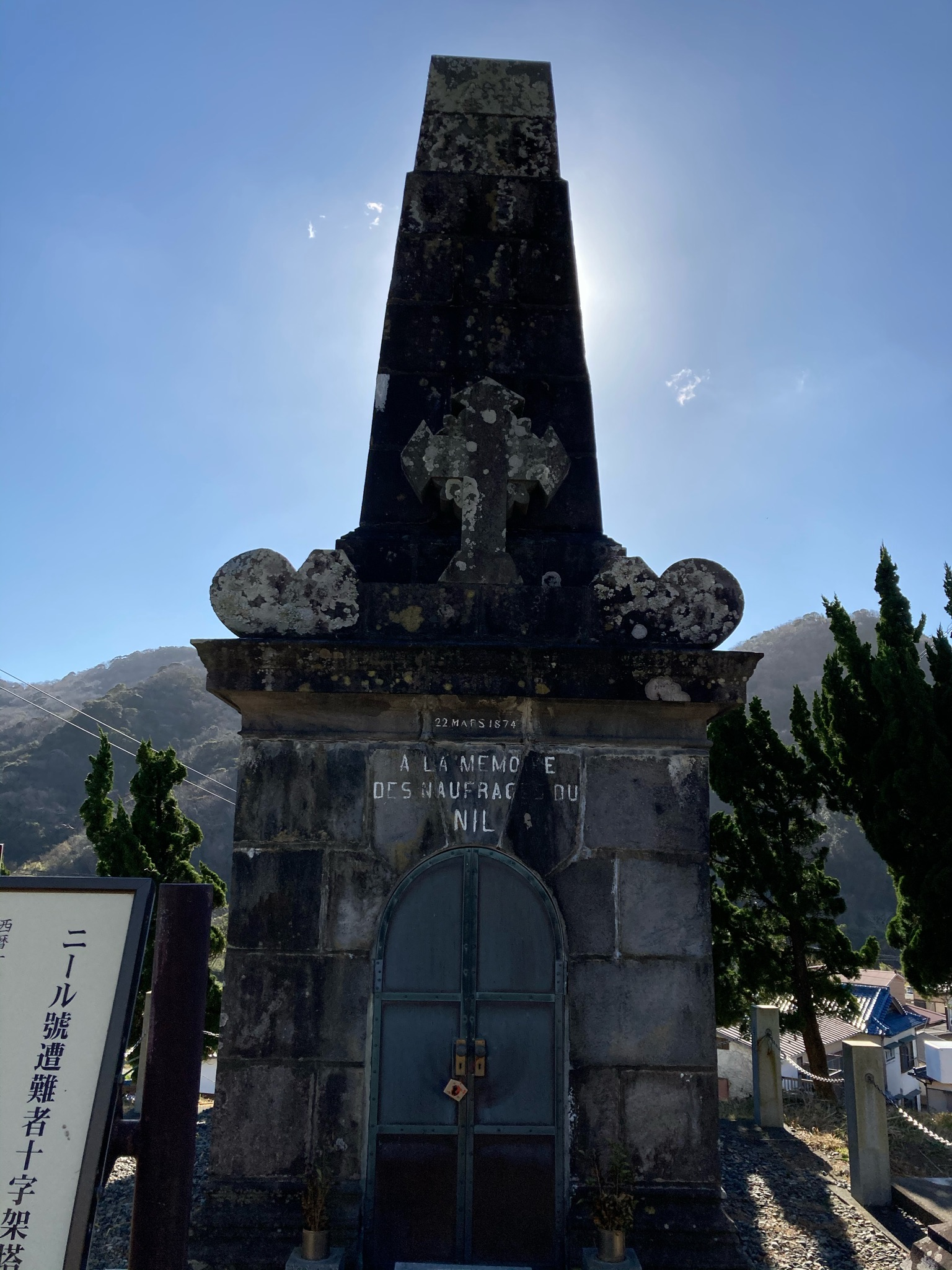
フランス船ニール号の慰霊塔

ニール号遭難事故（ニールごうそうなんじこ）は、1874年（明治7年）3月20日未明にフランスの貨客船ニール号 (Le Nil) が、伊豆半島の入間沖で座礁し沈没、乗員乗客90名のうち生存は4名のみという事故。

## 事故の経緯

### 沈没まで
1873年（明治6年）5月から11月までオーストリアのウィーンで開催された万国博覧会には、日本政府が初めて公式に参加し、日本から浮世絵、漆器、仏像、陶磁器などの美術工芸品をはじめ、一般庶民が日常使用している生活用品まで数多くの品々が出品された。博覧会終了後、出品物と現地で入手した品物は、オーストリアのトリエステ港からロイド会社シンド号に積み込まれ、スエズ運河の入口ポートサイドまで運ばれた。そこでフランスのメッサージェリ・マリティム（MM）社船に積み替えられて日本に向かった。
当時MM社はマルセイユと香港間を幹線として大型船で輸送し、香港と横浜間は支線として300馬力程度の船を使っていた。MM社所属のニール号はその支線の船で、1864年建造、全長104m、3本マストの鉄製帆船であった。博覧会の品物は香港でニール号に積み替えられ、3月13日に出航し横浜へ向かった。ところが1874年3月20日未明にニール号は足柄県豆州賀茂郡入間村（現在の静岡県賀茂郡南伊豆町入間）沖の白根という岩場にて、暴風雨の為座礁、沈没した。

### 情報の伝達
この事故は3月24日に入間村戸長外岡文平および妻良村戸長栗田甚七から足柄県権令柏木忠俊宛のそれぞれの文書で報告され、その日の内に柏木は内務省、外務省へ報告をした。また3月26日には横浜毎日新聞と公文通誌（朝野新聞の前身）で、3月27日には郵便報知新聞で、3月28日には東京日日新聞で、3月29日にはフランスの新聞でも報じられた。

## ニール号の乗員乗客
ニール号にはピエール・アルフレッド・サマット船長以下60人のフランス人乗員と、21人の中国人乗員、パン職人1人、乗客8人、計90人が乗っていた。この内、入間の海岸に泳ぎ着いた1人と、隣の妻良村海岸にボートで着いた3人の計4人だけが助かった。助かったのは皆フランス人で、水夫2人、パン職人1人、乗客1人だった。
たった1人乗っていた日本人旅客は、京都の西陣織職工、吉田忠七であった。彼は佐倉常七、井上伊兵衛と共にフランスのリヨンで織物技術を学び、佐倉と井上は先に帰国、吉田は後にニール号の船客となり、遭難した。
犠牲者のうちフランス人と中国人計31人は後に遺体が浜に打ち上げられ、入間の海蔵寺墓地に合同で埋葬され十字架が建てられた。生存者の証言からただ一人身元の判明したフランス人水夫アントワーヌ・リッチオーニ（Antoine Liccioni）だけは、別の墓石が建てられた。生存者の保護と犠牲者遺体の収容に際しては、入間、妻良両村の住民がこれに当り、フランス公使が謝意を示した。生存者保護の中心となったのが当時の入間村の外岡戸長であり、外岡家に伝わる『加美家沿革誌』に詳細が記されている。
1876年の3月20日に、フランス公使館により遭難者31名の慰霊塔が海蔵寺墓地の一角に建立された。碑にはフランス語で「À la mémoire des naufrages du Nil」(難破船ニール号を偲んで) と刻まれている。1926年（大正15年）9月15日には当時の駐日フランス大使ポール・クローデルが入間村を訪れ、慰霊塔に墓参している。この慰霊塔は1974年（昭和49年）5月9日の伊豆半島沖地震のために損傷を受けたが、1979年（昭和54年）に復元された。
遭難から生還した4人のうちの1人であるフランス人パン職人ミッシェル・デンチシ (Michel Dentici) は、後に横浜居留地でパン屋を開業した。

## ニール号の積荷
ニール号に搭載されていた日本からの出品物とウィーンで購入した品は、官物153個、私物38個、計191個であった。大部分が海底に沈んでしまったが、博覧会事務局では輸送にかかる莫大な経費を節約するために、海上保険を掛けておらず、結局沈んだ物品を引き上げるために膨大な経費がかかってしまった。出品物の中に名古屋城の金鯱があったが、これは重量がありすぎたので帰国時にポートサイドに留め置かれ、次の便で帰国したため沈没せず無事であった。
日本政府の博覧会事務局は沈没した積荷の引揚作業を1875年（明治8年）4月から開始し、68個を引き揚げることができた。その後も引揚作業は進んだが、その費用は引き揚げた積荷を売却してまかなった。引揚品の一部は内務省管轄の博物館 (現在の東京国立博物館) に収蔵された。その中の漆器のひとつである吉野山蒔絵見台は、その後修復され往時の状態をとりもどした。引き揚げられなかったものの中に、山梨県下御嶽神社神宝の水晶玉があり、博覧会事務局ではこれに代えて東叡山境内養寿院所蔵の水晶玉を償還することとしている。

### 後日譚
博覧会事務局は1874年5月に舶来品の展示会を行ったが、当初の展示予定品の多くが海没したため、国内諸家が所蔵する舶来品等をこれに替えて陳列した。
ニール号の沈没で搭載品のほとんどが海に沈んだことを知ったイギリスのサウス・ケンジントン博物館（現在のヴィクトリア&アルバート博物館）館長フィリップ・クンリフ＝オーウェンは、ヨーロッパの美術品を集めて1876年 (明治9年) に日本に寄贈し、内務省管轄の博物館に収蔵された。

### 海底調査
2004年5月、水中考古学者荒木伸介を中心に、ニール号学術調査団（正式名称は伊豆西南海岸沖海底遺跡［沈船］調査研究会）が結成され、2007年まで継続的に海底調査が行われ、さらに2017年、2019年にも調査が行われた。その間2005年には、ニール号沈没地点が静岡県の埋蔵文化財包蔵地として登録されている。